# کشتی جنگی ژاپنی کارین مارو

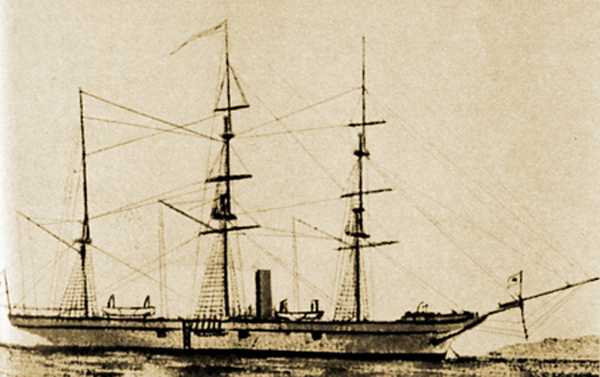

کشتی جنگی ژاپنی کارین مارو (به ژاپنی: 咸臨丸) اولین ناوچه سبک در ژاپن بود. ساخت این کشتی در سال ۱۸۵۳ به هلند سفارش داده شد. هلند تنها کشور غربی بود که آمریکا در ساکوکو با آن رابطه دیپلماتیک داشت.